# Gerhard Stüdemann
Gerhard Stüdemann (19 de junho de 1920 - 6 de dezembro de 1998) foi um piloto alemão da Luftwaffe durante a Segunda Guerra Mundial. Voou em mais de 996 missões de combate, nas quais destruiu 117 tanques inimigos, o que fez dele um militares alemães que mais tanques destruiu durante a guerra. Fez parte da Sturzkampfgeschwader 77, onde pilotava o Junkers Ju 87, na Frente Oriental.

## Condecorações
- 13.07.1941 - Cruz de Ferro de 2ª classe
- 20.08.1941 - Cruz de Ferro de 1ª classe
- 02.04.1942 - Troféu de Honra
- 21.08.1942 - Cruz Germânica em Ouro
- 26.03.1944 - Cruz de Cavaleiro da Cruz de Ferro
- 28.03.1945 - Folhas de Carvalho da Cruz de Cavaleiro